# مجزرة جبلة
مجزرة جبلة هي مجزرة قامت بها قوات الأمن غير النظامية التابعة لنظام بشار الأسد (الشبيحة) في مدينة جبلة على الساحل السوري على خلفية الاحتجاجات السورية، وقد أطلقت قوات الأمن النار على مشيعين في مدينة جبلة الساحلية يوم 24 أبريل\نيسان 2011، وقدر عدد القتلى في هذه المجزرة بحوالي 13 قتيلاً.